# Uza Josselyn
Uza Josselyn, född 8 mars 2011 i Danmark, är en dansk varmblodig travhäst. Hon tränas av René Aebischer i Schweiz och körs oftast av svensken Erik Adielsson eller fransmannen Alexandre Abrivard.
Uza Josselyn började tävla i april 2014. I debuten kom hon på andraplats och därefter följde fem raka segrar under sommaren 2014. Hon har till augusti 2019 sprungit in 12,8 miljoner kronor på 68 starter varav 31 segrar, 10 andraplatser och 3 tredjeplatser. Hon har tagit karriärens hittills största segrar i Gran Premio delle Nazioni (2017), Prix Jean Dumouch (2017), Prix du Plateau de Gravelle (2018), Prix de Washington (2018), Årjängs Stora Sprinterlopp (2019) och Sto-EM (2019).
Hon har även kommit på andraplats i Oslo Grand Prix (2018) och Prix de France (2019) samt på tredjeplats i Prix du Luxembourg (2018).

## Elitloppet
Efter segern i Prix du Plateau de Gravelle den 3 mars 2018, blev hon den andra hästen att bjudas in till 2018 års upplaga av Elitloppet på Solvalla. I Elitloppet kördes hon av Erik Adielsson. Ekipaget kom på femteplats i sitt försökslopp (efter fyran Pastore Bob, slagen på målfoto av denne), och kvalificerade sig därmed inte bland de fyra som gick vidare till final.
Den 23 april 2019 blev hon den sjunde hästen att bjudas in till 2019 års upplaga av Elitloppet efter prestationen i bland annat Prix de l’Atlantique den 20 april.